# Solsona (Philippinen)
Solsona ist eine Stadtgemeinde in der philippinischen Provinz Ilocos Norte. Im Jahre 2015 lebten in dem 140 km² großen Gebiet 24.121 Einwohner, wodurch sich eine Bevölkerungsdichte von 172 Einwohnern pro km² ergibt. Den Süden durchqueren zwei Flüsse: Der Gasgas und der Madangan.
Solsona ist in folgende 22 Baranggays aufgeteilt:
| - Aguitap - Bagbag - Bagbago - Barcelona - Bubuos - Capurictan - Catangraran - Darasdas | - Juan - Laureta - Lipay - Maananteng - Manalpac - Mariquet - Nagpatpatan | - Nalasin - Puttao - San Juan - San Julian - Santa Ana - Santiago - Talugtog |